# Chaupadi

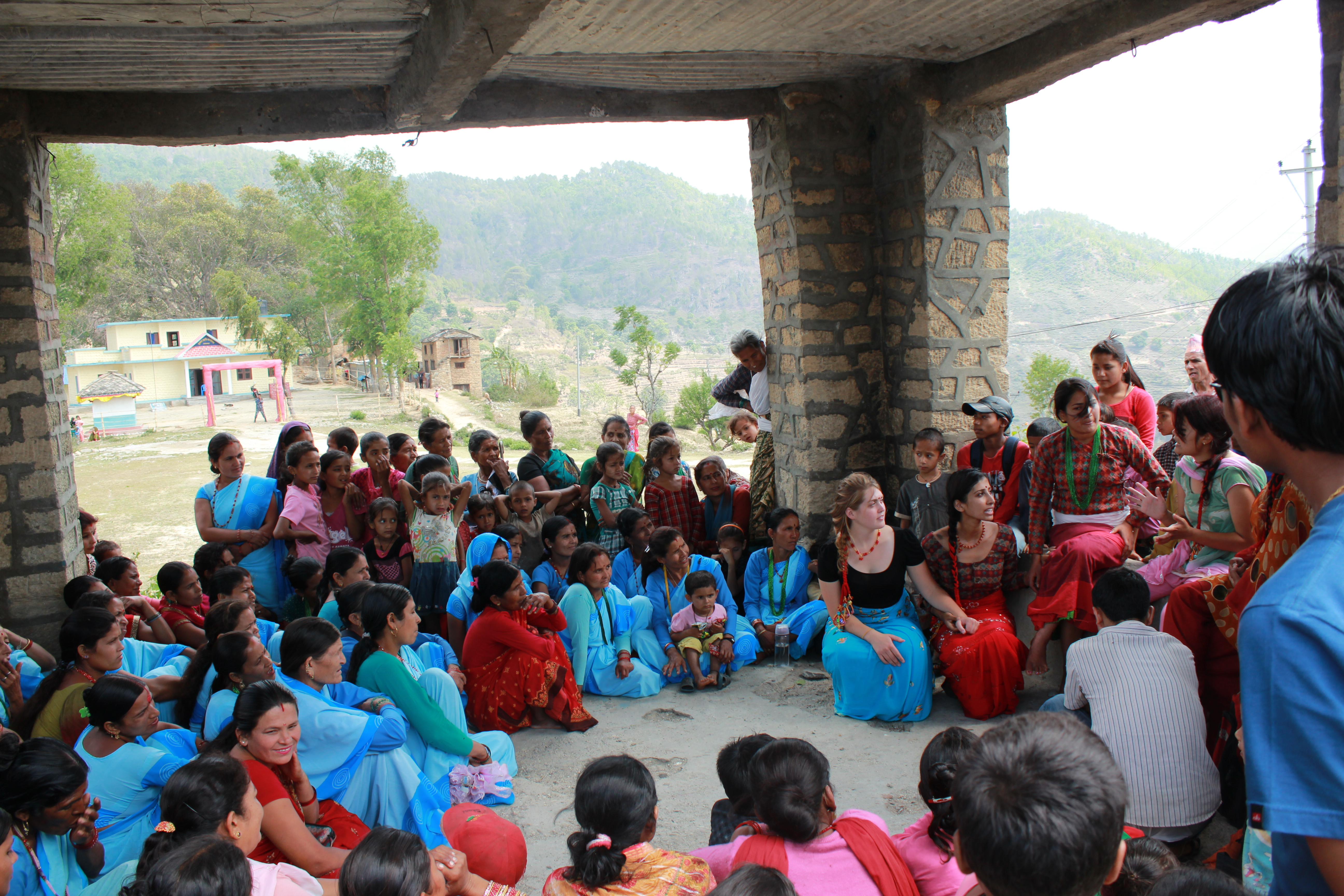
Des actions de sensibilisation par l'éducation ont lieu auprès des jeunes filles pour faire reculer la pratique du chaupadi au Népal.

Le chaupadi (népalais : छाउपडी ) est une tradition de l'Ouest du Népal qui interdit aux femmes hindoues la pratique de nombreuses activités quotidiennes durant leurs menstruations, pendant lesquelles elles sont considérées impures. Les femmes vivent alors dans des conditions précaires, isolées dans un abri hors de la maison comme une étable, avec une alimentation pauvre et avec interdiction de toucher hommes, enfants, bétail, arbres et points d'eau habituels. Illégale depuis 2005 au Népal, la tradition du chaupadi continue à être imposée dans l'Ouest du pays, où elle concerne encore une majorité de femmes.

## Étymologie
Le mot « chaupadi » provient de chau signifiant « menstruation » et padi, « femme »,.
Ce terme est principalement utilisé dans le district d'Achham. D'autres termes sont utilisés suivant les régions népalaises pour désigner cette pratique : chhue et bahirhunu dans le district de Dadeldhura, et chaukulla ou chaukudi dans le district de Bajhang.

## Origine
Cette tradition a pour origine la croyance selon laquelle les femmes qui ont leurs règles sont impures et pourraient souiller le foyer. Dans l'hindouisme, Indra est maudit pour avoir tué des brahmanes, et ce sort aurait été transmis aux femmes sous la forme de menstruations.

## Description
La tradition commence à l'adolescence, où les jeunes filles sont isolées treize jours lors de leurs premières et secondes menstruations, puis sept jours lors des troisièmes et enfin quatre pour les suivantes. Cette pratique s'applique également aux femmes qui accouchent, celles-ci étant isolées avec leurs nouveau-nés à partir de l'accouchement et jusqu'à onze jours après celui-ci,.
Durant le chaupadi, les femmes sont tenues à l'écart de la maison et doivent alors vivre dans un abri spécialement destiné à cet usage appelé le goth,,,, abri de dimensions réduites (environ un mètre par deux mètres) construit en pierre, en boue, en bambou, en paille, en bois, ou avec des bouses de vaches. Cet abri peut également consister en un abri pour animaux (étable, grange), en une hutte ou une grotte. Le goth, sombre et étroit, ne dispose pas de porte et n'a souvent pas de fenêtre,,. Les femmes s'y assoient et y dorment directement sur le sol, qui peut être recouvert de paille et avec seulement une fine couverture. L'abri peut être situé à proximité du foyer, à une distance de vingt ou vingt-cinq mètres de celui-ci, ou au contraire éloigné dans la forêt, à dix ou quinze minutes de marche,.
Le chaupadi s'accompagne de nombreux interdits. Les femmes ne peuvent pas pénétrer dans les maisons, les cuisines et les temples. Elles ont interdiction de toucher les hommes, les enfants, le bétail, les arbres fruitiers et les livres,. Elles ne peuvent également pas participer à certaines activités familiales ou religieuses comme la puja, les mariages, et certaines jeunes filles ne peuvent plus aller à l'école,. Des restrictions alimentaires ont lieu. Il est défendu de consommer des produits à base de lait, ainsi que d'autres aliments nutritifs, comme la viande, les fruits, les légumes verts, les femmes devant adopter un régime comportant des aliments secs, des céréales, du riz et du sel. Leur accès à l'eau est restreint car elles ne peuvent pas utiliser les points d'eau habituels, mais seulement des puits particuliers qui leur sont réservés près du village, les chaupadi dhara pour se laver et nettoyer leurs vêtements,. Le dernier jour du chaupadi, les femmes peuvent prendre un bain et se laver au chaupadi dhara, y nettoyer leurs vêtements avant de dormir puis retourner chez elles.
Si le chaupadi n'est pas respecté, la croyance veut que les conséquences soient néfastes, déclenchant la colère des dieux, conduisant à la mort du bétail, à la disparition des cultures ou à une mort prématurée,. Les femmes en période de menstruations touchant des fruits les feraient tomber avant leur maturité, celles touchant du bétail le feraient mourir, celles tirant de l'eau d'un puits l'assècheraient, tandis que celles touchant, lisant ou écrivant un livre déclencheraient la colère de Sarasvati, déesse de l'éducation,. Si les femmes touchent accidentellement quelqu'un, cette personne doit alors se purifier, par exemple avec de l'urine de vache.

### Variations
Suivant les régions, le chaupadi ne prend pas nécessairement la forme d'un isolement hors du foyer. Dans certains cas, des femmes peuvent rester dans une pièce particulière de la maison, séparée, nommée baitkak.

## Risques et conséquences sur les femmes
Les conditions de vie sont physiquement et moralement difficiles durant cette période. Les femmes isolées sont exposées aux températures chaudes l'été et très froides l'hiver dans le goth, les exposant à la déshydratation ou à l'hypothermie. Elles doivent également subvenir à leurs besoins en ramassant du bois pour se chauffer et des végétaux pour se nourrir tout en ne bénéficiant que d'une alimentation pauvre durant cette période.
Les conditions de vie liées au chaupadi rendent les femmes plus vulnérables à des affections parfois mortelles, comme des diarrhées, des pneumonies et des problèmes respiratoires,. Les taux de prolapsus utérins sont importants, tout comme les taux de mortalités maternelle et néonatale. Du fait de leur isolement, les femmes suivant le chaupadi sont sujettes à des troubles comme la dépression, au manque de confiance et au disempowerment[Quoi ?]. Elles sont également exposées à l'insécurité, aux agressions sexuelles et aux viols, aux morsures et aux attaques d'animaux (serpents, scorpions, chacals...) parfois mortelles,,.
Plusieurs décès sont rapportés chaque année, même s'il n'existe pas de chiffre officiel. De nombreux cas de viols et la plupart des décès par attaques d'animaux ne sont pas révélés. Certaines femmes meurent d’asphyxie ou brûlées dans leur abri, à la suite de l'incendie déclenché par le feu destiné à les protéger du froid,, ou par inhalation de fumées dans leur hutte mal ventilée,,.

## Critiques
Cette tradition est jugée allant à l'encontre des droits des femmes tels que décrits par les lois internationales et les déclarations comme celle des droits de l'Homme, celle de la quatrième conférence mondiale sur les femmes de Pékin, ou de Vienne. Le chaupadi est dénoncé par des activistes des droits des femmes.
Cette tradition est suivie par la majorité des femmes de l'Ouest du Népal, et 95 % des femmes du district d'Achham. Cependant au sein des communautés, les femmes resteraient attachées à cette tradition, faisant partie de leur identité culturelle et religieuse hindoue.

## Législation
Le chaupadi est déclaré illégal par la Cour suprême du Népal en 2005. Cependant, la tradition perdure dans certaines parties du Népal, aucune sanction ne condamnant cette pratique illégale.
Le Parlement népalais approuve à l'unanimité le 9 août 2017 une loi qui punit le fait de forcer une femme à pratiquer le chaupadi. La sanction encourue consiste en une peine de trois mois de prison, en une amende de 3 000 roupies (environ 25 euros) ou aux deux à la fois. Le texte est entré en vigueur douze mois après son vote,,. Sur auto-saisie des autorités, une première condamnation a lieu en décembre 2019. Cependant, certains militants du droit des femmes comme Pema Lhaki estiment que cette loi est inapplicable, car ce ne serait pas les hommes qui forceraient les femmes à pratiquer le chapaudi, mais les femmes qui s'y conformeraient d'elles-mêmes.
Les abris de fortune dans lesquels les femmes se réfugient pendant le chaupadi sont désormais régulièrement détruits par les autorités. Cependant, les abris ne tardent pas à être reconstruits plus tard ou remplacés par des tentes ou des grottes.